# 山田美緒
山田 美緒（やまだ みお、1989年12月29日 - ）は、日本の女優。埼玉県出身。元ホリプロ所属。
ガールズ演劇ユニット「Girl〈s〉ACTRY」のメンバー。

## 略歴
- 2010年3月より演劇ガールズユニット「Girl〈s〉ACTRY」のメンバーとして活動を開始。
- 2010年7月より、『ハンマーセッション』に山本美緒役で出演。

## 人物
- キャッチコピーは「みんなのおもちゃ」「めざせミュージカル」
- 尊敬する人は竹中直人
- 特技はクラシックバレエ
- 趣味はミュージカル鑑賞
- Girl＜s＞ACTRY内でお笑いユニット「もち山田」（もち＝替地桃子・山田＝山田美緒）を結成している。
- 『アラジン』や『魔法にかけられて』などのディズニーのミュージカルが大好きで、ディズニーの世界の住人になりたいと思っている
- 電脳サブカルマガジンOG Vol.44 「姫・変革号」スペシャルインタビュー内で山田美緒（やまだ みほ）と記載されている

## 出演
単発出演は除く。

### テレビ
- G.A.T〜ガールズアクトリータイム（2010年、TOKYO MXテレビ）
- G.A.days〜ジー・エー・デイズ〜（2010年、TOKYO MXテレビ）
- ハンマーセッション（2010年、TBS） - 山本美緒 役
- UMU全国アイドルお取り寄せ展（2010年、TOKYO MXテレビ）

### アニメ
- 鬼神伝（2011年4月29日公開）- 女子高生 役

### 雑誌
- 電脳サブカルマガジンOG Vol.44 「姫・変革号」スペシャルインタビュー[2]

### 舞台
- Girl〈s〉ACTRY 第一回公演「SCHOOL DAYS」（2010年3月30日、笹塚ファクトリー）
- Girl〈s〉ACTRY 第二回公演「SUMMER DAYS」（2010年7月17日、新宿シアターモリエール）
- 「銀座の恋人たち 〜君を忘れない〜 」（2011年1月20日 - 23日、新宿シアターモリエール）
- 美少女コメディ倶楽部 第1回公演「入学金無料! 授業料無料! 私立グリグリ学園」（2012年5月4日 - 6日、新宿文化センター　小ホール） - みお 役
- アリスインプロジェクト「トラブルブックマーカー[3]」（2013年6月19日 - 23日、池袋・シアターKASSAI） - 秋川亜子　役
- アリスインプロジェクト「デジタルホムンクルス[4]」（2013年12月18日 - 23日、池袋・シアターKASSAI） - スノウ 役
- アリスインプロジェクト「RIN-RIN-RIN〜ヒーローはいつも君のそばにいる〜[5]」（2014年2月26日 - 3月2日、池袋・シアターKASSAI） -  榊久美 役
- アポロ5「月よりの侍」（2015年2月25日 - 3月1日、新宿シアターモリエール） - おりん 役
- アリスインプロジェクト「ヨルハ Ver. 1.1 [6]」（2015年5月23日、25日、26日、28日、西新宿・新宿村LIVE） -  日替わりゲスト シード 役
- 美内すずえ×ガラスの仮面劇場「女海賊ビアンカ」（2015年9月9日 - 13日、渋谷・AiiA 2.5 Theater Tokyo） - ビアンカの侍女 役

### ライブ
- 第2回 ヤンヤン歌うステージ（2011年4月24日、StudioCube326）

### イベント
- サマーパーティー♥ホリプロ50周年記念!!及びBS-TBS開局10周年記念アイドル50人大集合!!（2010年8月24日、赤坂BLITZ）
- U.M.U AWARD 2010ラスト枠予選会 JUMP UP!!〜IDOLプロアマバトルロイヤル〜!!（2010年12月26日、銀河劇場）
- U.M.U AWARD 2010〜全国アイドルお取り寄せ展〜（2010年12月27日、銀河劇場）